# Ortona (Abruços)
Ortona és un municipi italià situat a la regió dels Abruços i a la província de Chieti. L'any 2018 tenia 23.111 habitants.